# Siepen (Schalksmühle)
Siepen ist ein Ortsteil der Gemeinde Schalksmühle im Märkischen Kreis im Regierungsbezirk Arnsberg in Nordrhein-Westfalen (Deutschland).

## Lage und Beschreibung
Der Wohnplatz befindet sich an der Quelle des Bachs Mannigfalt, einem Zufluss der Hilmecke. Der Ort ist über eine Zufahrt aus Ramsloh erreichbar, die auch Haue, Mummeshohl und Berkey anbindet, das in unmittelbarer Nachbarschaft zu Siepen liegt.
Weitere Nachbarorte auf dem Schalksmühler Gemeindegebiet sind  Everinghausen, Everinghauserheide, Mesewinkel, Hülscheid, Altenhülscheid, Dornbusch, Schmermbecke, Brinkerhof, Felde, Spormecke, Davidshöhe, Wilfesche, Harrenscheid und die Wüstung Hilmecke.

## Geschichte
Siepen gehörte bis zum 19. Jahrhundert der Midder Bauerschaft des Kirchspiels Hülscheid an. Ab 1816 war der Ort Teil der Gemeinde Hülscheid in der Bürgermeisterei Halver im Kreis Altena, 1818 lebten sechs Einwohner im Ort. Der laut der Ortschafts- und Entfernungs-Tabelle des Regierungs-Bezirks Arnsberg unter dem Namen Siepen als Kotten kategorisierte Ort besaß 1839 ein Wohnhaus und eine Fabrikationsstätte bzw. Mühle. Zu dieser Zeit lebten neun Einwohner im Ort, allesamt evangelischen Bekenntnisses.
1844 wurde die Gemeinde Hülscheid mit Siepen von dem Amt Halver abgespaltet und dem neu gegründeten Amt Lüdenscheid zugewiesen.
Der Ort ist auf der Preußischen Uraufnahme von 1840 unter dem Namen Siepen verzeichnet. Ab der Preußischen Neuaufnahme von 1892 ist der Ort auf Messtischblättern der TK25 als Siepen verzeichnet.
Die Gemeinde- und Gutbezirksstatistik der Provinz Westfalen führt 1871 den Ort als Kotten unter dem Namen Siepen mit einem Wohnhaus und sieben Einwohnern auf.  Das Gemeindelexikon für die Provinz Westfalen gibt 1885 für Siepen eine Zahl von sechs Einwohnern an, die in einem Wohnhaus lebten. 1895 besitzt der Ort zwei Wohnhäuser mit 13 Einwohnern, 1905 werden zwei Wohnhäuser und zwölf Einwohner angegeben.
1969 wurden die Gemeinden Hülscheid und Schalksmühle zur amtsfreien Großgemeinde (Einheitsgemeinde) Schalksmühle im Kreis Altena zusammengeschlossen und Siepen gehört seitdem politisch zu Schalksmühle, das 1975 auf Grund des Sauerland/Paderborn-Gesetzes Teil des neu geschaffenen Märkischen Kreises wurde.